# Wanda D'Isidoro
Wanda Catherine D'Isidoro Arcolín (Boston, SAD - 20. listopada 1977.) američka je glumica. Najpoznatija je po svojim ulogama u telenovelama i televizijskim serijama, među kojima je i Telemundova telenovela Elena.

## Filmografija
| Godina | Naslov                   | Uloga                    |
| ------ | ------------------------ | ------------------------ |
| 2010.  | Elena                    | Laura Luna               |
| 2009.  | Los misterios del amor   | Vanessa Garcia           |
| 2006.  | Te tengo en salsa        | Beatrice Perroni         |
| 2005.  | Mujer con pantalones     | Leticia Hewson           |
| 2005.  | Nunca te diré adiós      | -                        |
| 2004.  | ¡Qué buena se puso Lola! | Mary Poppins             |
| 2001.  | Más que amor, frenesí    | Virginia Fajardo de Lara |
| 2000.  | Hechizo de amor          | Mabel Alcántara          |
| 1999.  | Rugemania                | -                        |
| 1997.  | Destino de mujer         | -                        |
| 1994.  | El club de Los Tigritos  | Domaćica                 |
| 1993.  | Rosangelica              | Ana Melissa              |
| 1993.  | La isla de Los Tigritos  | Domaćica                 |
| 1992.  | Circo complice           | -                        |